# Lobelia concolor
Lobelia concolor är en klockväxtart som beskrevs av Robert Brown. Lobelia concolor ingår i släktet lobelior, och familjen klockväxter. Inga underarter finns listade i Catalogue of Life.